# Zemská sněmovna v Brně
Zemská sněmovna (označována rovněž jako Zemský dům I) je historická parlamentní, dnes památkově chráněná budova, postavená v severoitalském novorenesančním slohu. Byla projektována a původně sloužila jako sídlo moravského zemského sněmu. V současnosti zde sídlí Ústavní soud České republiky. Budova se nachází na adrese Joštova 8, na severu katastrálního území Město Brno v městské části Brno-střed.

## Historie budovy
Roku 1867 se moravský zemský sněm vyslovil pro postavení nové zemské sněmovny, která měla nahradit pro tyto účely již nedostatečně vyhovující budovu původního Stavovského domu. Původním záměrem bylo postavit sídlo v neogotickém slohu s kopulí (připomínalo by v menším rozměru styl později postaveného budapešťského parlamentu). Novostavba však byla nakonec postavena pod vedením Josefa Arnolda v letech 1875–1878 podle projektu Antona Heffta a Roberta Raschky, kteří zvítězili v architektonické soutěži, neboť jejich návrh splňoval požadavek, aby nová zemská sněmovna byla "prosta co do slohu, ale důstojná markrabství moravského". Kamenické práce měli na starosti Adolf Loos st. a Johann Eduard Tomola. Realizace moderní soudobé budovy zemského parlamentu se stala jednou ze základních staveb brněnské vládní čtvrti a objemově největším, vizuálně dominantním objektem brněnské okružní třídy.
Sama o sobě je architektura  považována za jednu z nejhodnotnějších veřejných staveb v Brně a v dobovém rámci tehdejšího státu – Rakouska-Uherska, jí náleží významné místo mezi sídly parlamentů korunních zemí monarchie. Budova na podélném půdorysu má ve svém centru zakomponovaný dvoupodlažní sněmovní sál, v jehož západním a východním sousedství se nachází čtveřice nádvoří. Novorenesanční tvarosloví doplňuje sochařská výzdoba v atikách osových rizalitů. 
Stavbu lze chápat jako výraz zrodu občanské společnosti v rakousko-uherské monarchii, neboť byla reprezentativní parlamentní budovou pro zemi Moravskou, místem zasedání jejího zákonodárného orgánu – moravského zemského sněmu. Vznik Československa znamenal počátek centralizačních snah a konec autonomního zákonodárného orgánu Moravy. Budova přestala sloužit svému původnímu účelu v roce 1918, v důsledku tehdy uzákoněného zrušení zemských sněmů. Císařský znak ve sněmovním sále po roce 1918 překryl český lev. Nadále však v zemi zůstaly ústřední správní úřady moravské země, které zde měly své sídlo – zemský úřad a moravský zemský výbor. Po likvidaci Slezska byla jeho územní správa vtělena do moravských orgánů, a tak zde od roku 1928 zasedalo zastupitelstvo země Moravskoslezské a po roce 1945 Moravskoslezský zemský národní výbor.
Po konečné likvidaci Moravy v roce 1948 sloužily budovy někdejší vládní čtvrtě v Brně nejrůznějším úřadům a institucím. Podobně i sněmovna poskytla své reprezentativní prostory regionálním dobově se měnícím úřadům nižších územněsprávních celků, především KNV (od roku 1949 s pravomocí pro Brněnský kraj, resp. od roku 1960 pro Jihomoravský kraj). V této době byla budova významně rekonstruována podle návrhu Vladimíra Pally. Došlo při ní k poničení historizující výzdoby, sochařských prvků a nahrazení dobového interiéru normalizačním vybavením. Po zrušení krajů sloužila budova v 90. letech jako umístění některých centrálních úřadů České republiky – Antimonopolního úřadu, ministerstva a Ústavního soudu. Poslední jmenovaná instituce je v současnosti jediným uživatelem dřívější sněmovny a iniciátorem poslední rekonstrukce probíhající v letech 2014–2017.

## Sochařská výzdoba budovy
Sochařská výzdoba atik jižní a severní středové části (rizalitu) budovy byla provedena vídeňským sochařem Josefem Schönfeldem a brněnským umělcem Josefem Tomolou. Alegorické ženské sochy představují: mír, básnictví, štěstí, vlastenectví, vědu a zákonodárství.
Mezi těmito sochami byly umístěny znaky Rakouska-Uherska nesené gryfy. K jejich odstranění došlo po roce 1918. V současnosti gryfové nesou jen prázdné štíty.

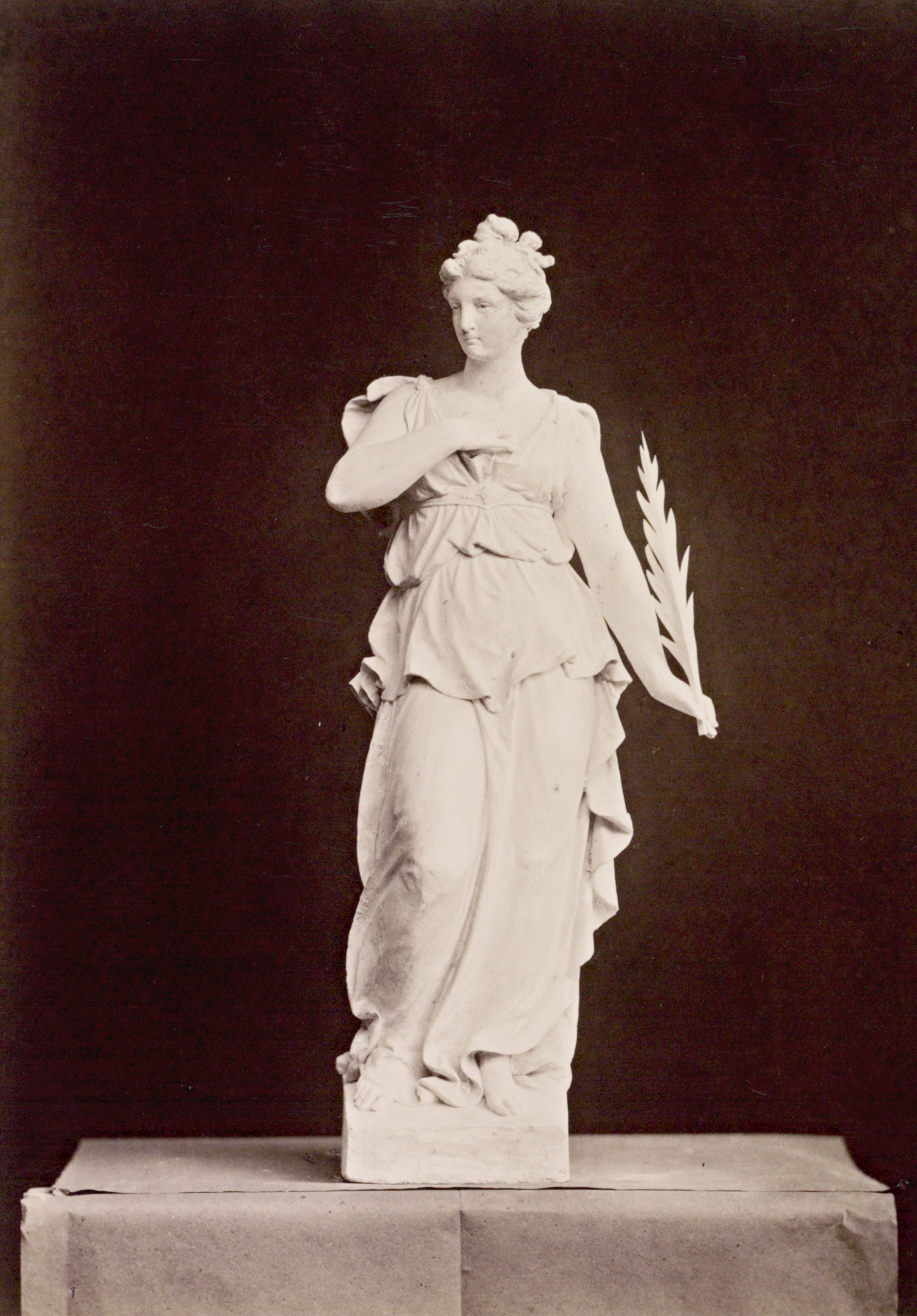
Bozzetto. Alegorická ženská socha. Mír
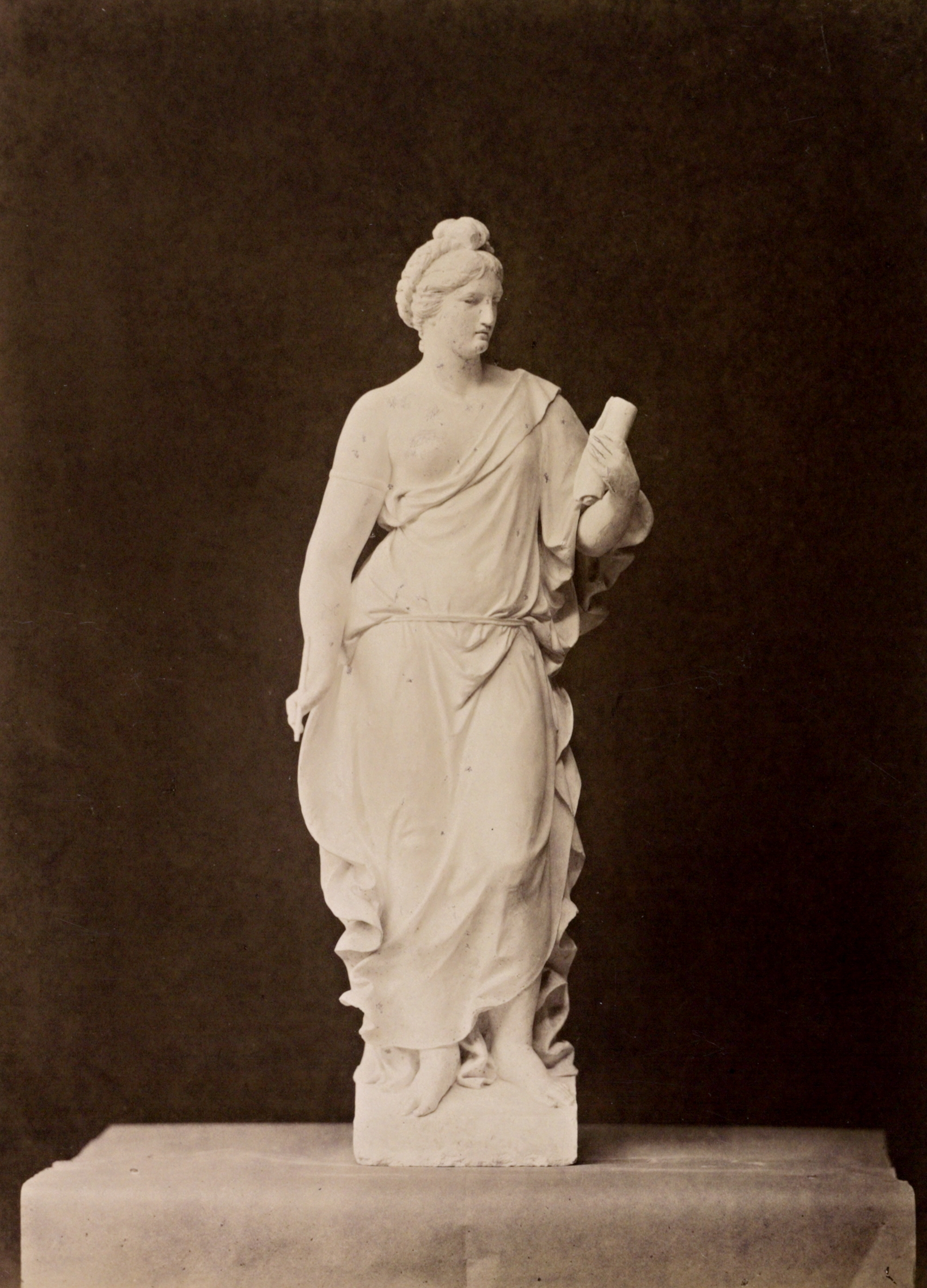
Bozzetto. Alegorická ženská socha. Věda
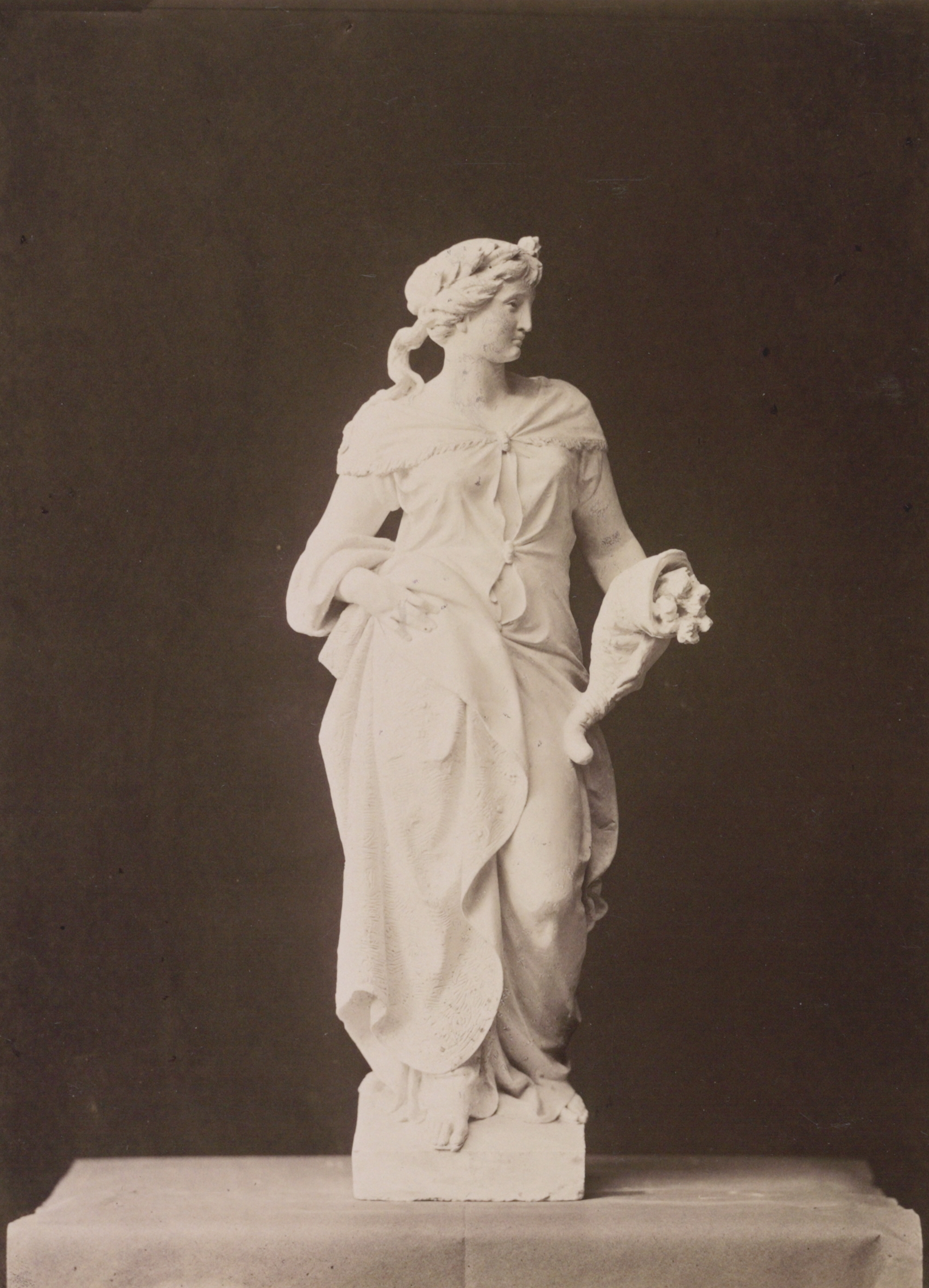
Bozzetto. Alegorická ženská socha. Blahobyt (Hojnost, Štěstí)
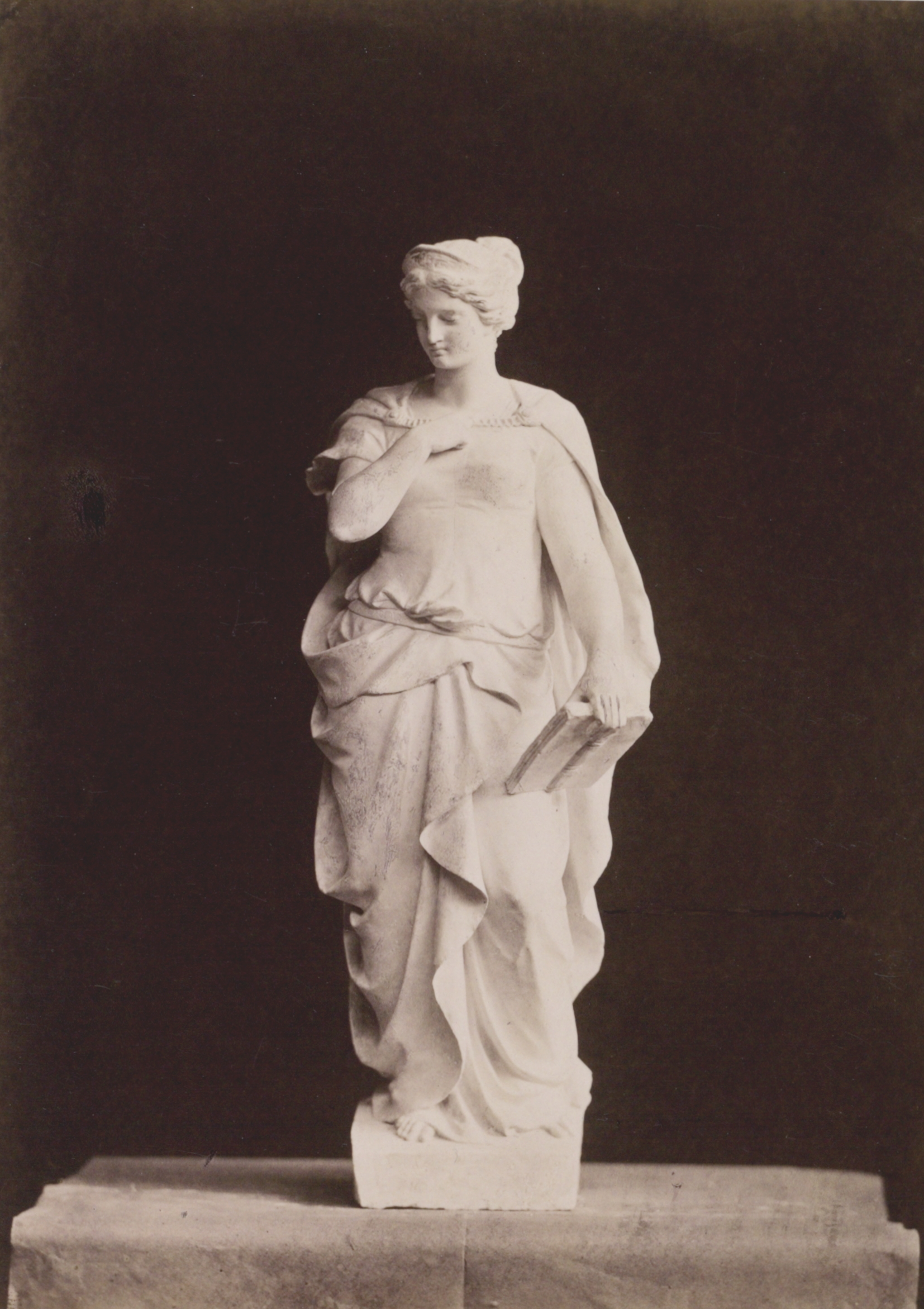
Bozzetto. Alegorická ženská socha. Básnictví
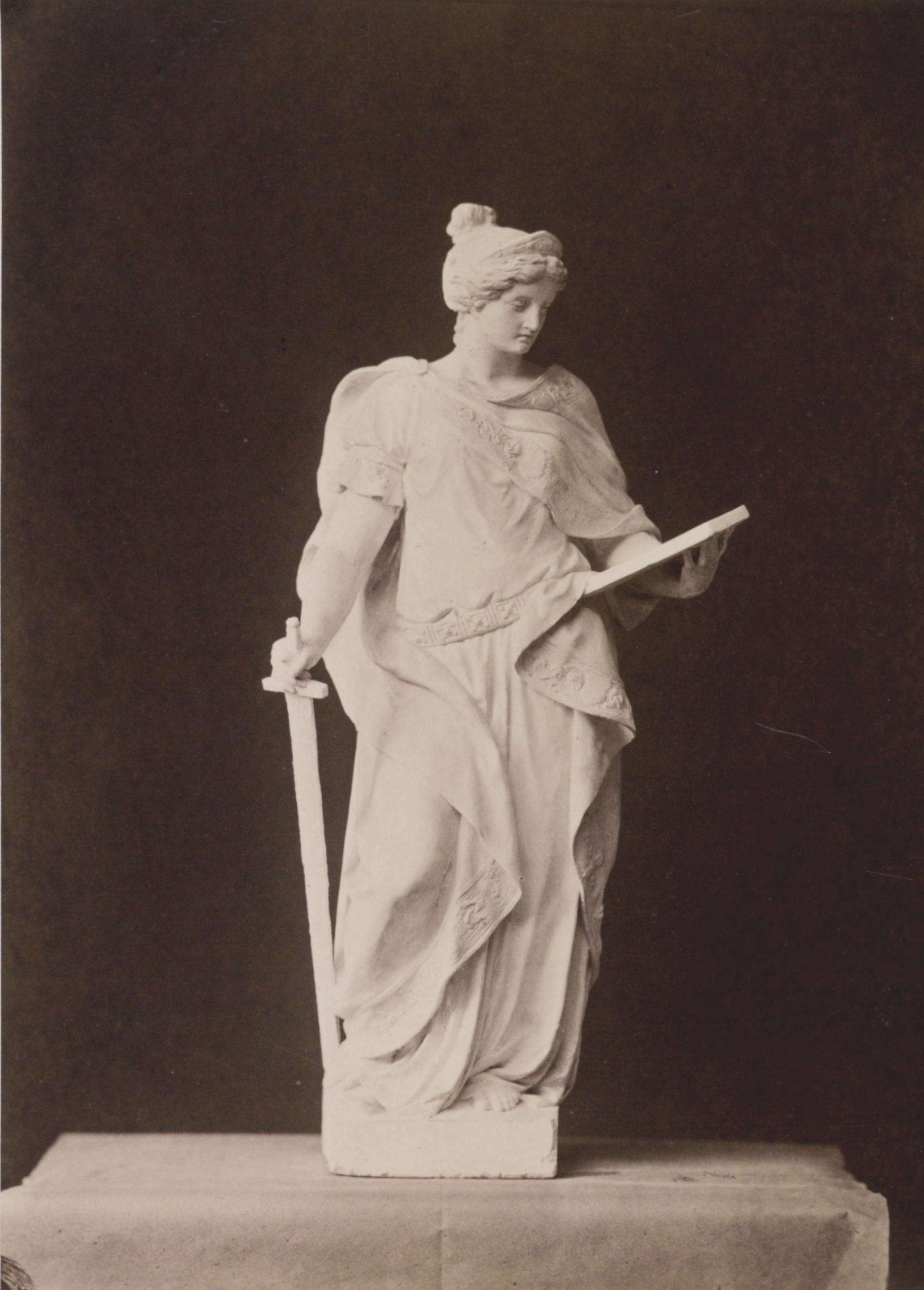
Bozzetto. Alegorická ženská socha. Zákonodárství (Spravedlnost)
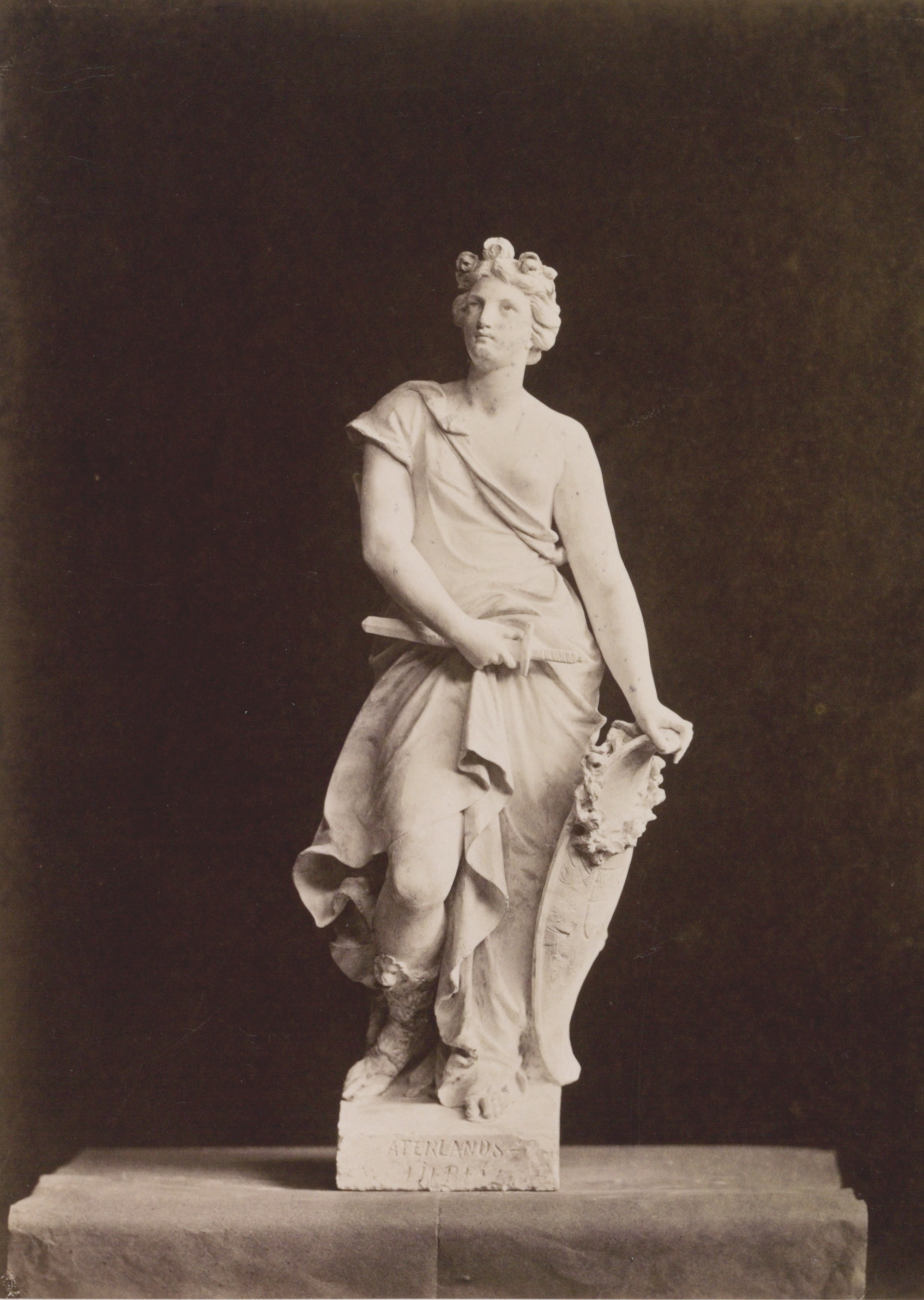
Bozzetto. Alegorická ženská socha. Vlastenectví

## Sněmovní sál
Orientace sněmovního sálu se čtvercovým půdorysem je ve směru východo-západním. Katedra je umístěna na západní straně. Do přízemí sálu zdobeného mramorováním vedou vstupní dveře ze všech čtyř stran. V prvním patře jsou do sálu otevřeny čtyři galerie. Každá z galerií má dva mramorové sloupy s kompozitními hlavicemi. Rohy prvního patra sněmovního sálu člení dvě slepé arkády, jejichž mramorování je opět jen zdánlivé. Nad arkádami je pole se štukovým reliéfem skládajícím se ze dvou gryfů a váz na šedomodrém podkladu. Stejné členění bylo použito i na galeriích. Nad sloupy je mohutná kordonová římsa, která odděluje strop od stěn. Na kordonovou římsu navazuje oblý přechod mezi svislou stěnou a stropem (fabion) se zdánlivou malbou. Do ní jsou na čtyřech stranách sálu zasazeny zemské a městské znaky. Stropem sálu je rozlehlý světlík. Světlík na ocelové konstrukci obíhá jedno pole kazetového stropu. V něm jsou odvětrávací průduchy, jež jsou zakryté mosaznými mřížkami.

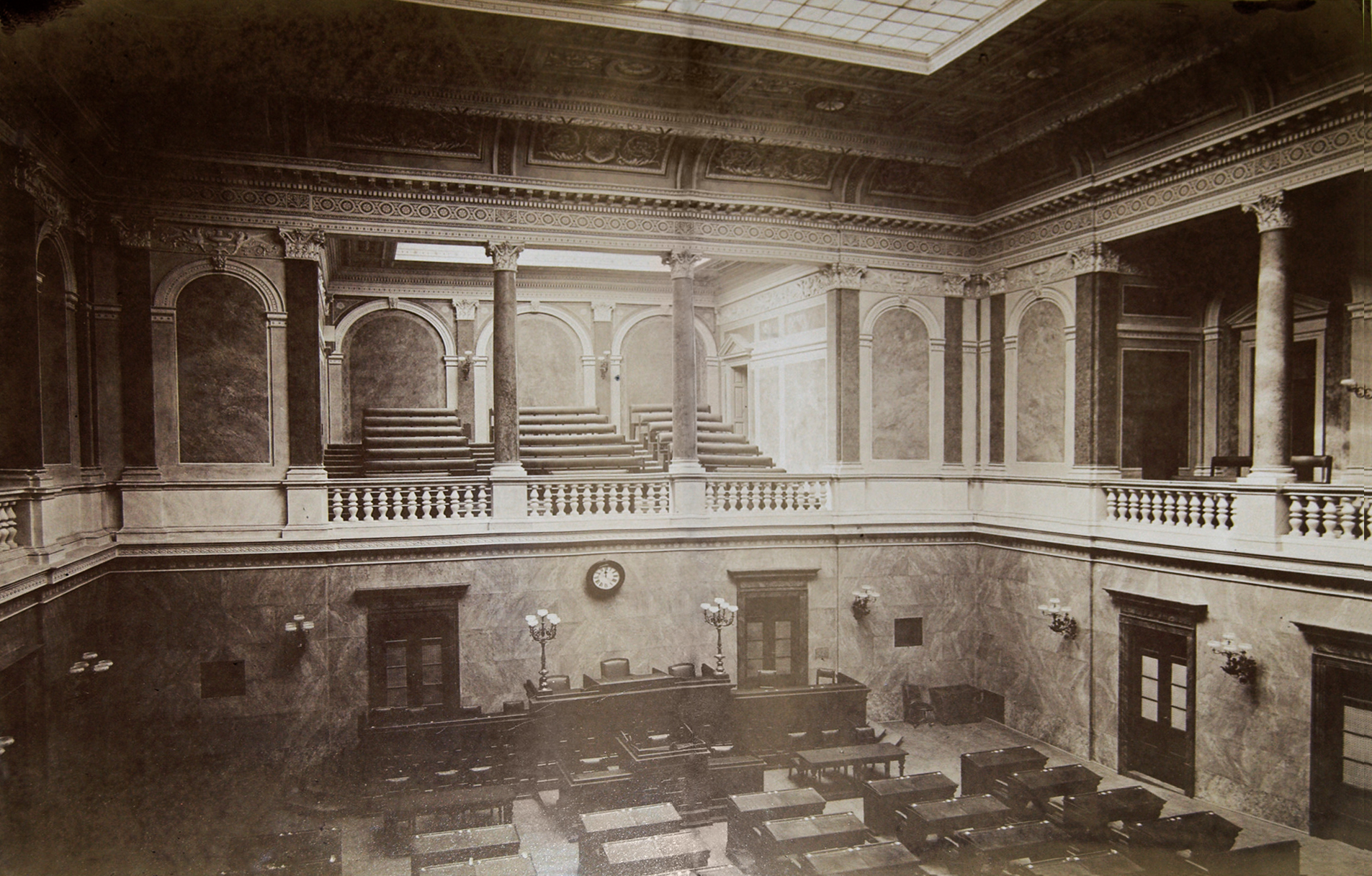
Sněmovní sál Moravské zemské sněmovny. Autorem snímku Josef Kunzfeld (1878)
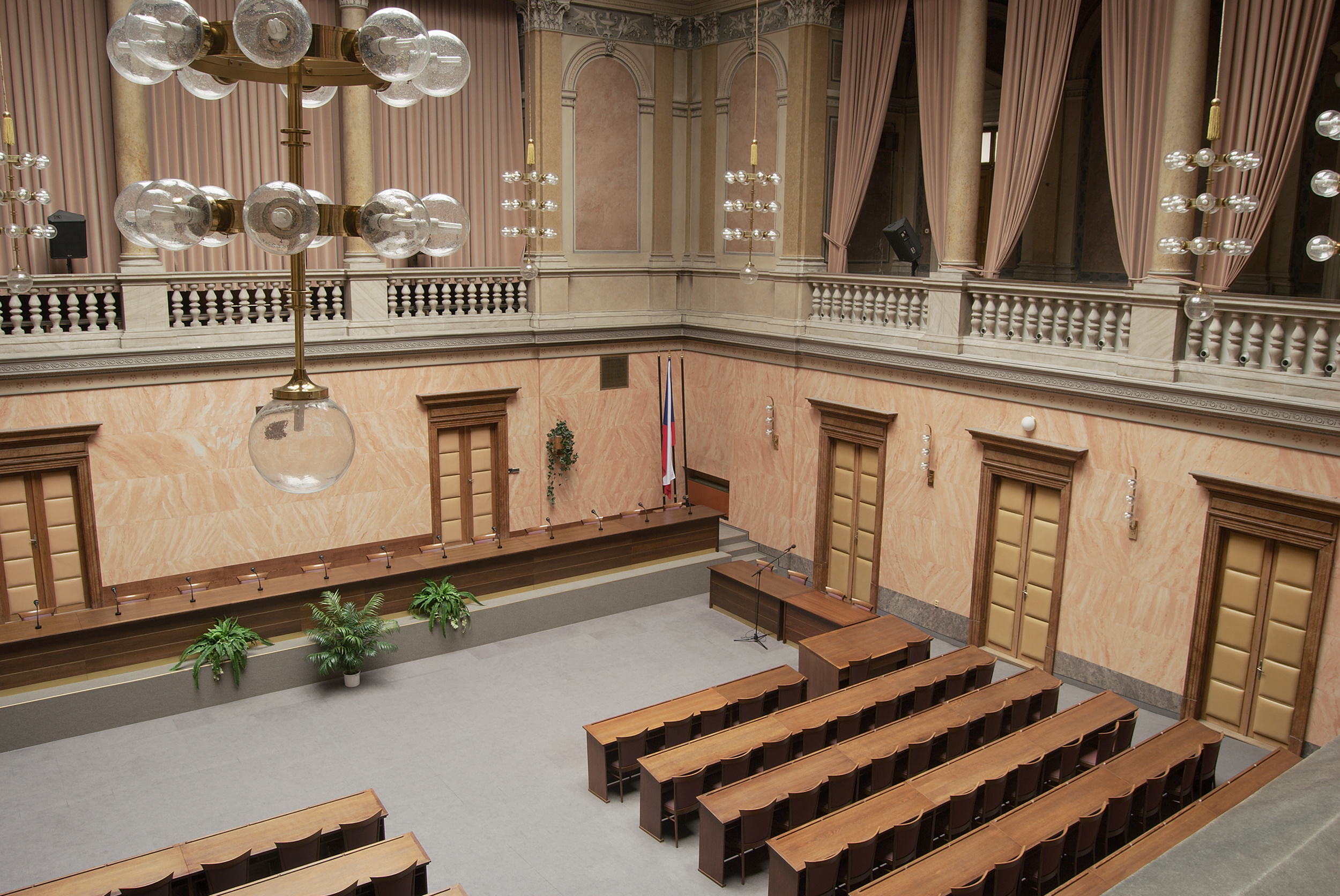
Sněmovní sál (pohled z galerie)
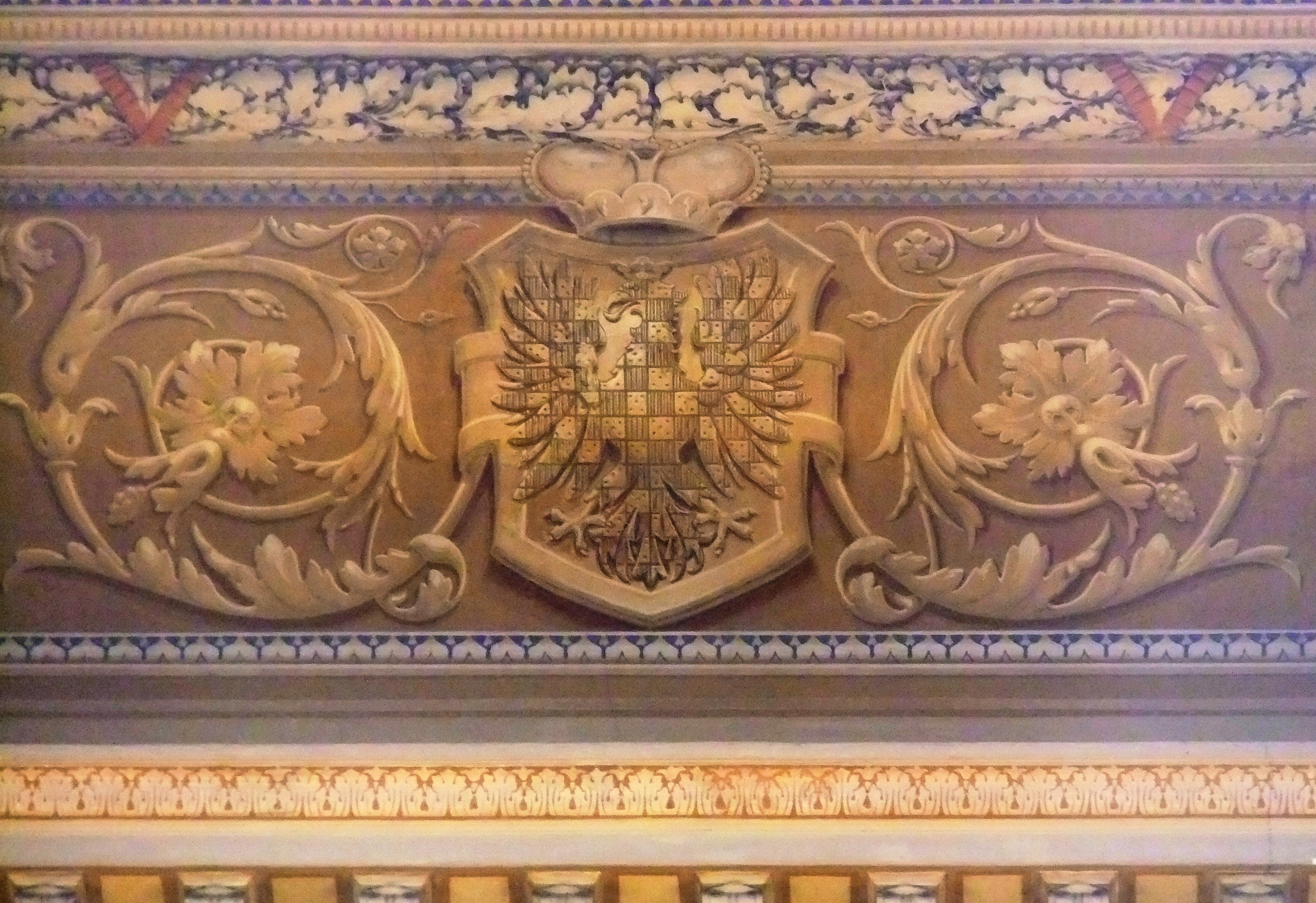
Znak Moravy ve sněmovním sále
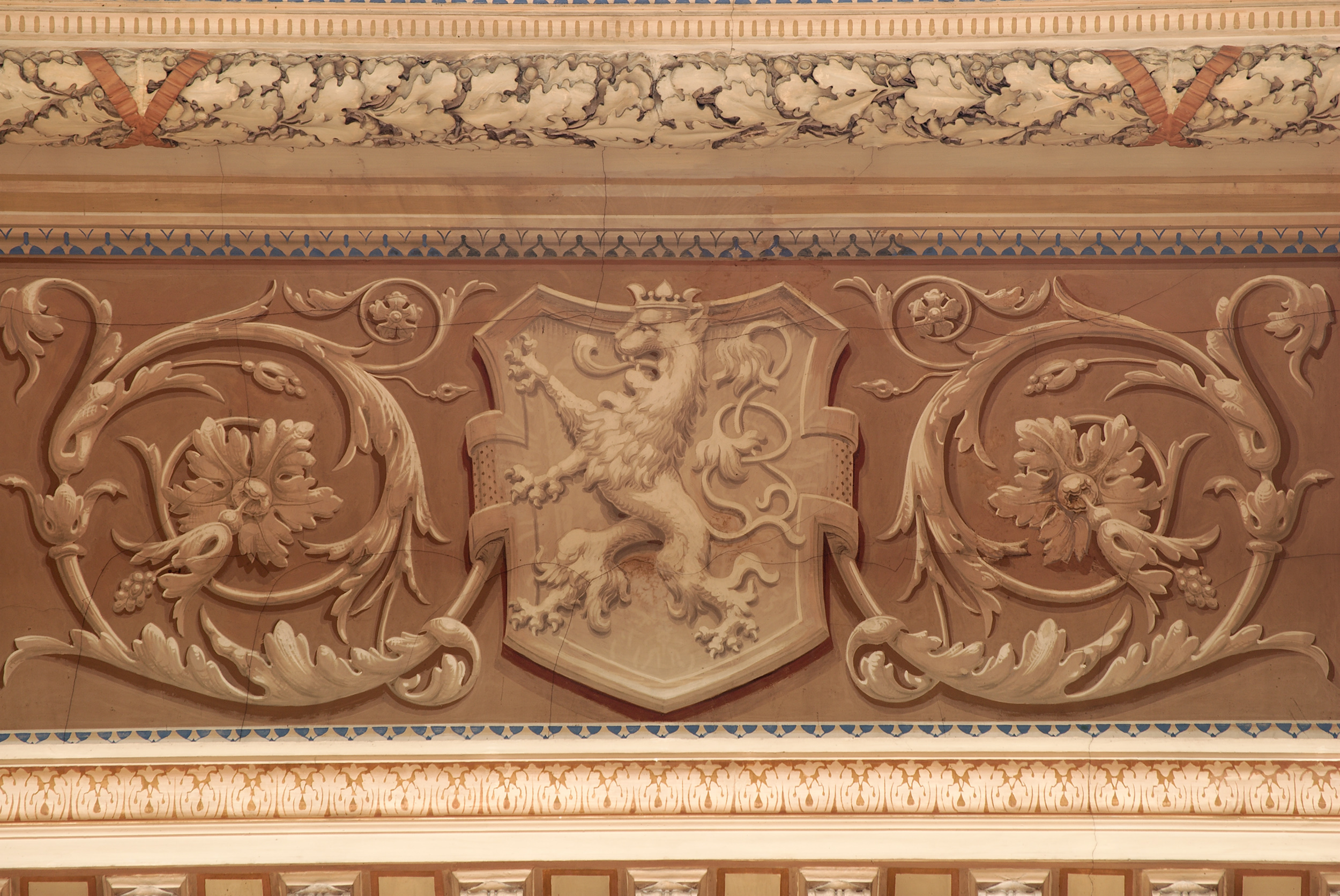
Český lev ve sněmovním sále

## Popis a plány budovy
Velkolepá budova se čtyřmi křídly je tvořena dvěma trakty. Má čtyři souměrná průčelí, členěná vždy třemi rizality. Jejich fasády jsou pokryty bohatou plastickou výzdobou s převahou figurální složky.
Soustava čtyř nádvoří vymezuje sněmovní sál, jenž je takto využíván do zrušení zemského sněmu v roce 1918. Sněmovní sál se dvěma podlažími je souměrně uspořádán. Delší nádvoří směrem do ulice Česká a do Žerotínova náměstí jsou přehledně řešena, souměrně s 1+7+5+7+1 osami a se zvýrazňujícím hlavním průčelím a dvěma nárožními částmi průčelí stavby (rizality). Vodorovně je ozdobně výrazně odlišeno přízemí stavby s výrazným prostorovým zdivem z velkých kvádrů (rustika) a členitými tvarovanými okny s klenáky a čabrakovou výplní vyzdívky (parapetu) se zavěšeným festonem a dvě nadzemní patra s rýhovanou rustikou, pilastry, medailony a balustrádou. Kratší průčelí jsou rytmicky uspořádána v taktu 1+4+3+4+1 s rizalitem ve středové části a při nároží. Obdobně je pojata ornamentální výzdoba. Průčelí na východní straně budovy je zvýrazněno portikem, jenž je přístupný dvouramenným vjezdem. Výrazně tvarovaná římsa je nesena konzolami a je vyvrcholená atikovou balustrádou. Balustráda obkružuje celý obvod budovy a je zvýrazněna nad hlavním vchodem pásem se štukovým zdobením s karyatidami a palmetovou akroterií ve vrcholu.

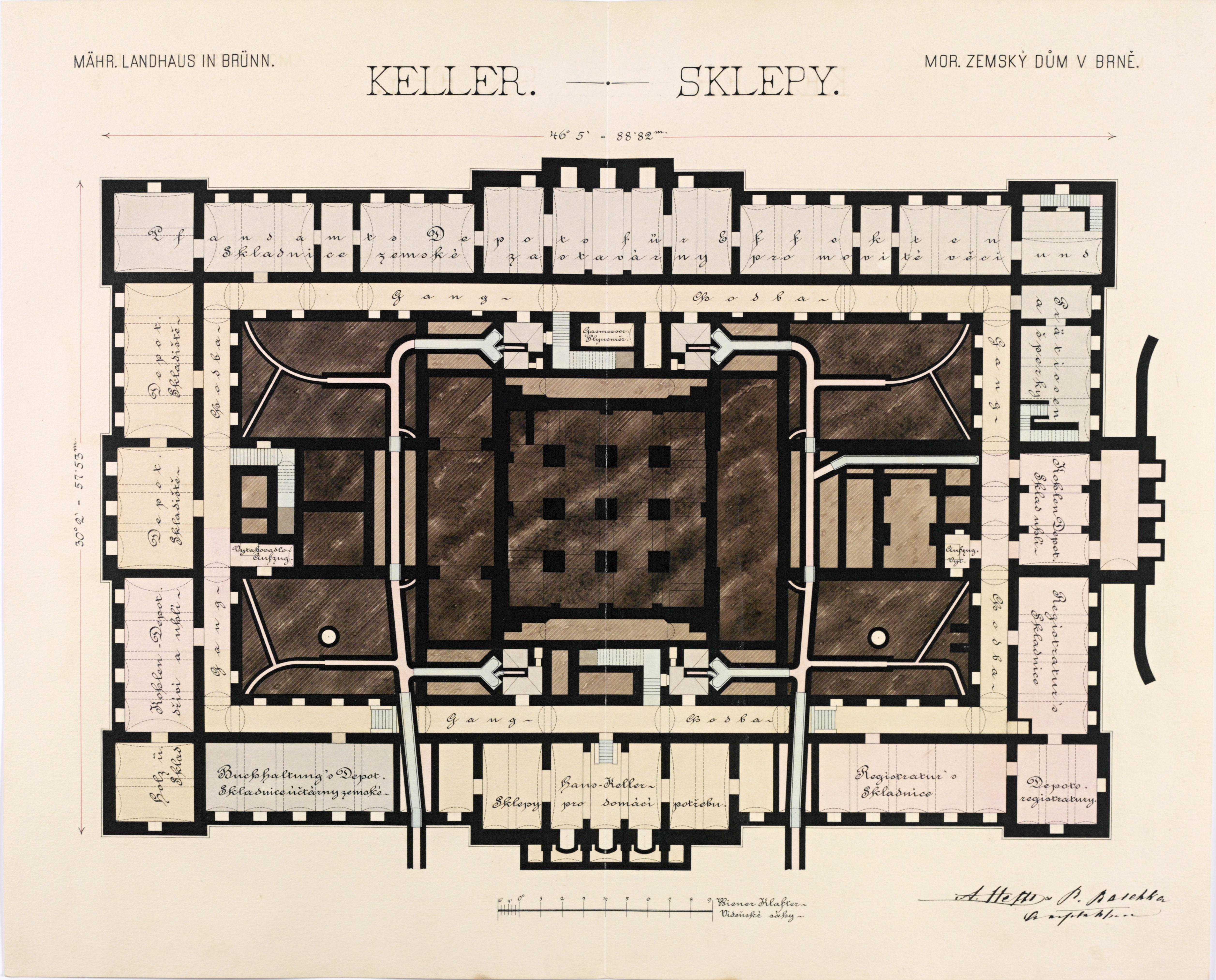
Moravský zemský dům v Brně. Sklepy
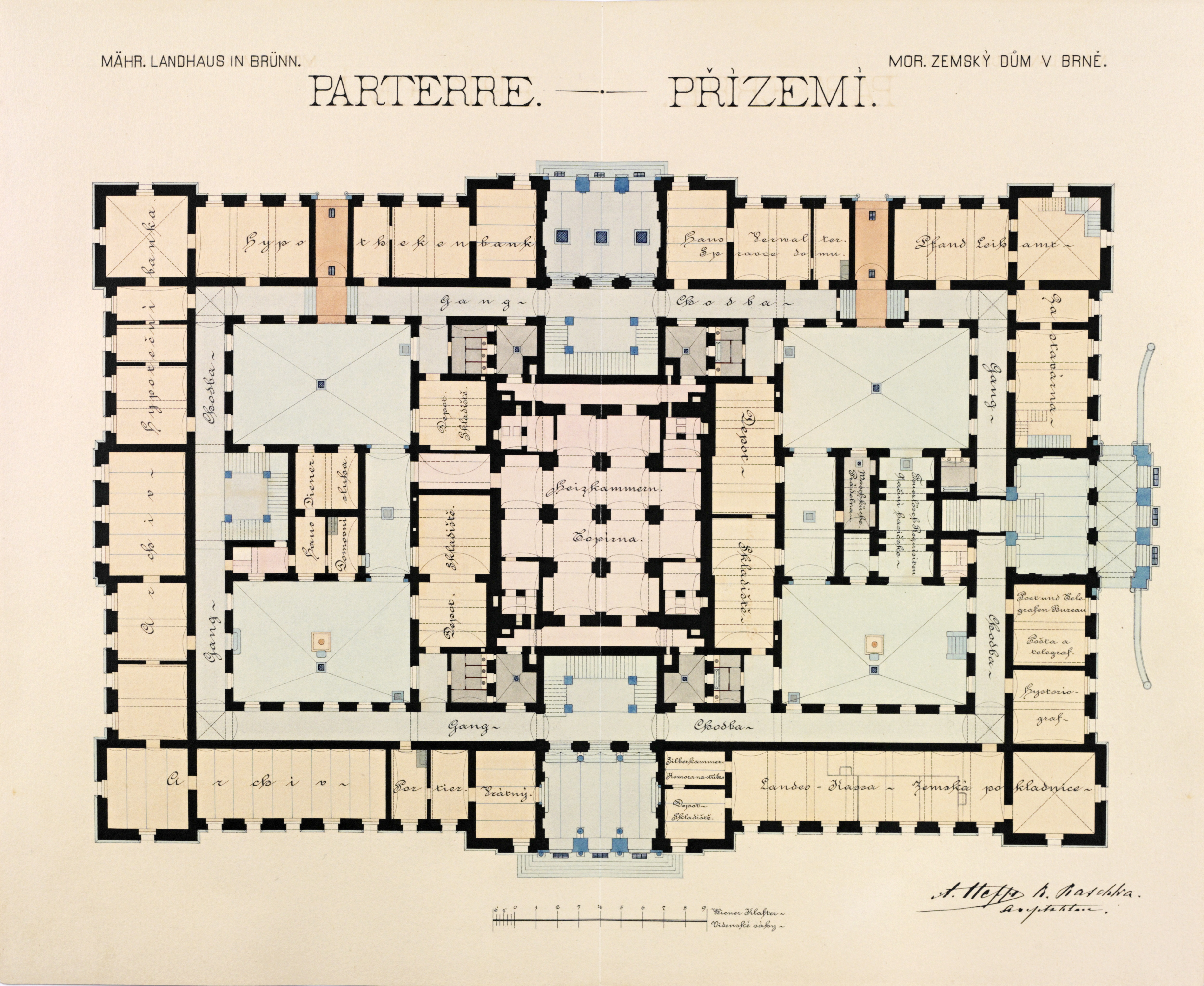
Moravský zemský dům v Brně. Přízemí
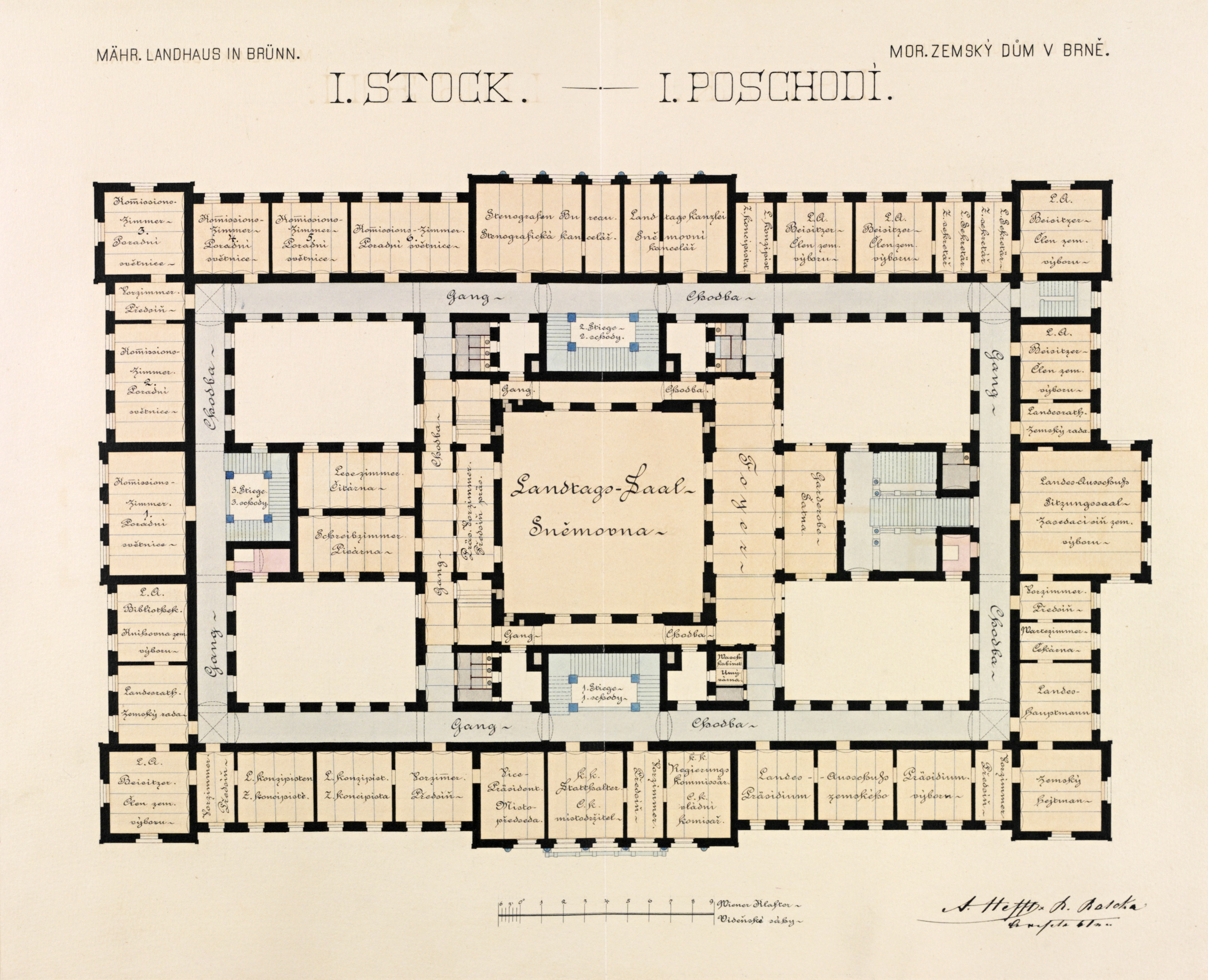
Moravský zemský dům v Brně. I. poschodí. Sněmovna
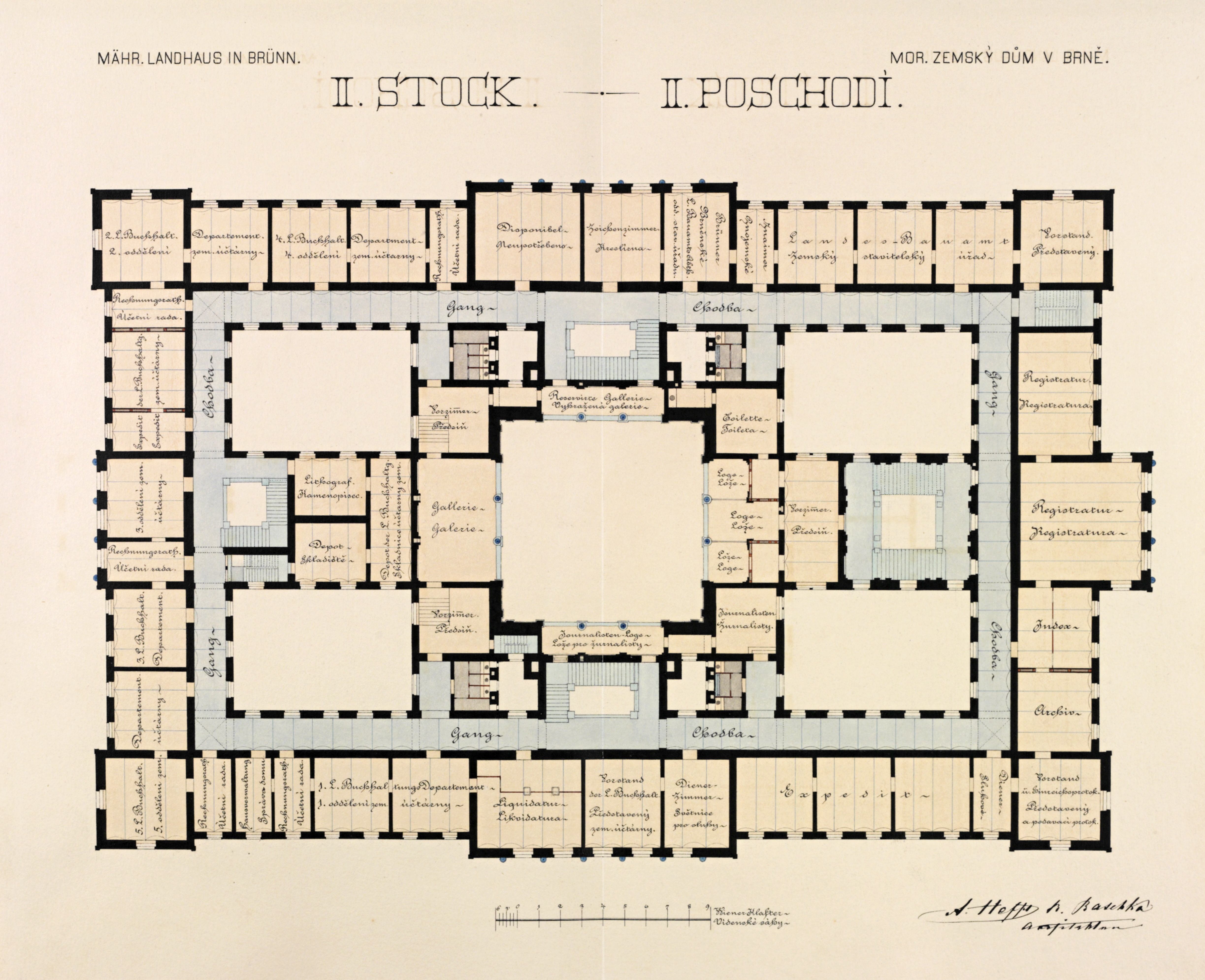
Půdorys. Moravský zemský dům v Brně. II. poschodí

Hlavní vchod byl umístěn v podobě kočárového podjezdu na kratší straně budovy. Od něj vede slavnostní jednoramenné schodiště do sněmovního sálu, jenž je umístěn ve středu půdorysu. Po příjezdu kočárem poslanci vstoupili do vestibulu, který vede ke schodišti. Na pravé straně schodiště je umístěna mramorová deska upomínající na otevření sněmovny po dokončení stavby v roce 1878. Na desce je připomínán císař František Josef I., proto byla po roce 1918 zakryta omítkou, aby na něj neupomínala. Pod ní byla umístěna schránka s dokumenty z doby dokončení stavby.
Směrem do nádvoří po vnitřní straně obíhají dlouhé chodby. Kanceláře jsou umístěny směrem do ulice. Místnosti bývalých poslaneckých klubů a poslanecké jídelny (v současnosti malé jednací síně Ústavního soudu) jsou rovněž nasměrovány do nádvorní části.

## Sněmovna ve filmech a televizi
Záběry s moravskou zemskou sněmovnou se objevily ve filmu Dědictví aneb Kurvahošigutntag a také v prvním díle seriálu Četnické humoresky (záběry ze sněmovního sálu, představující sál někdejší poslanecké sněmovny Národního shromáždění republiky Československé). Záběry z tohoto sálu se také běžně objevují i ve zpravodajství v reportážích z jednání Ústavního soudu.

## Galerie

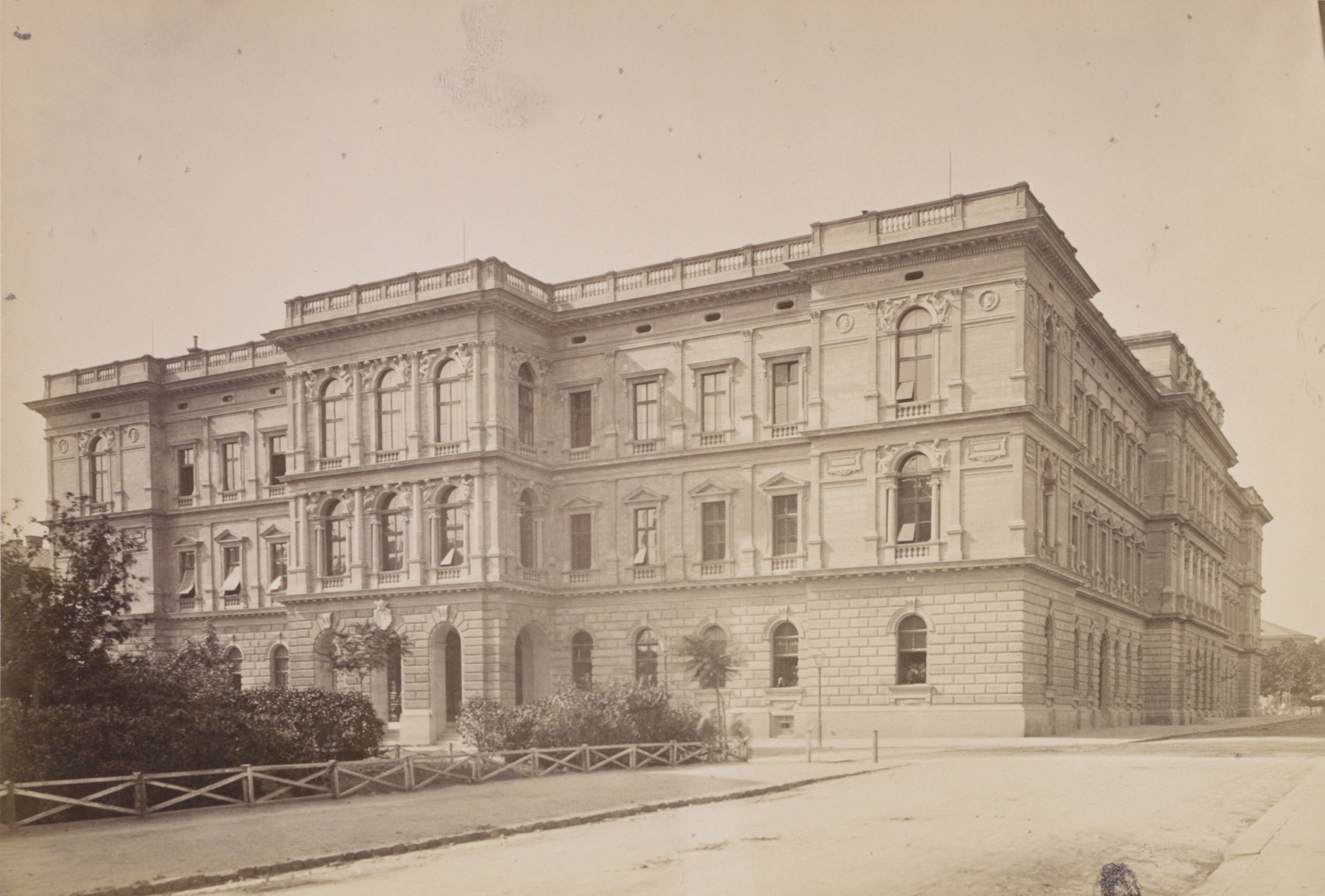
Moravský zemský dům v Brně. Východní průčelí budovy Moravského zemského sněmu s hlavním vchodem
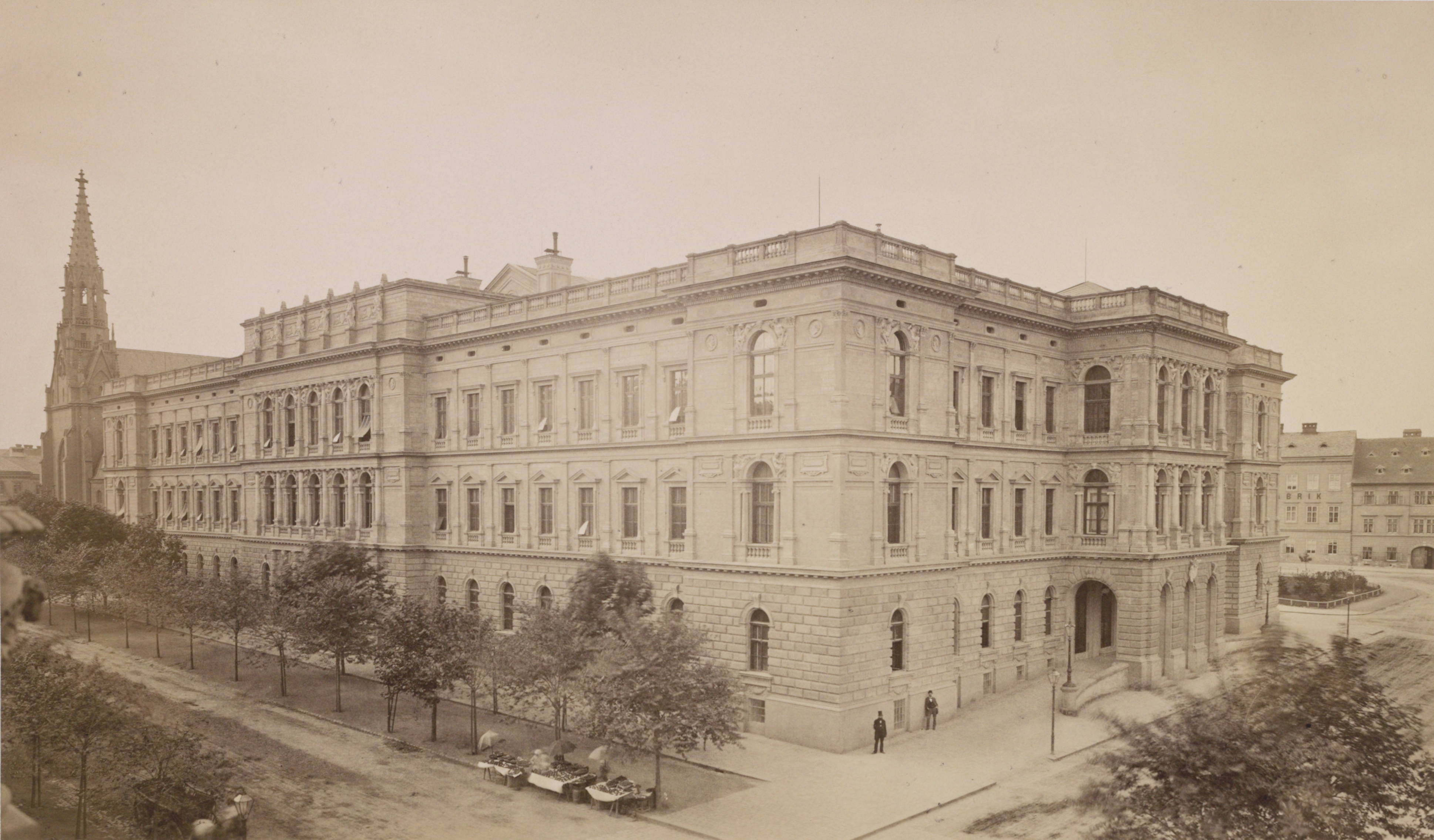
Moravský zemský dům v Brně. Jižní průčelí budovy Moravského zemského sněmu
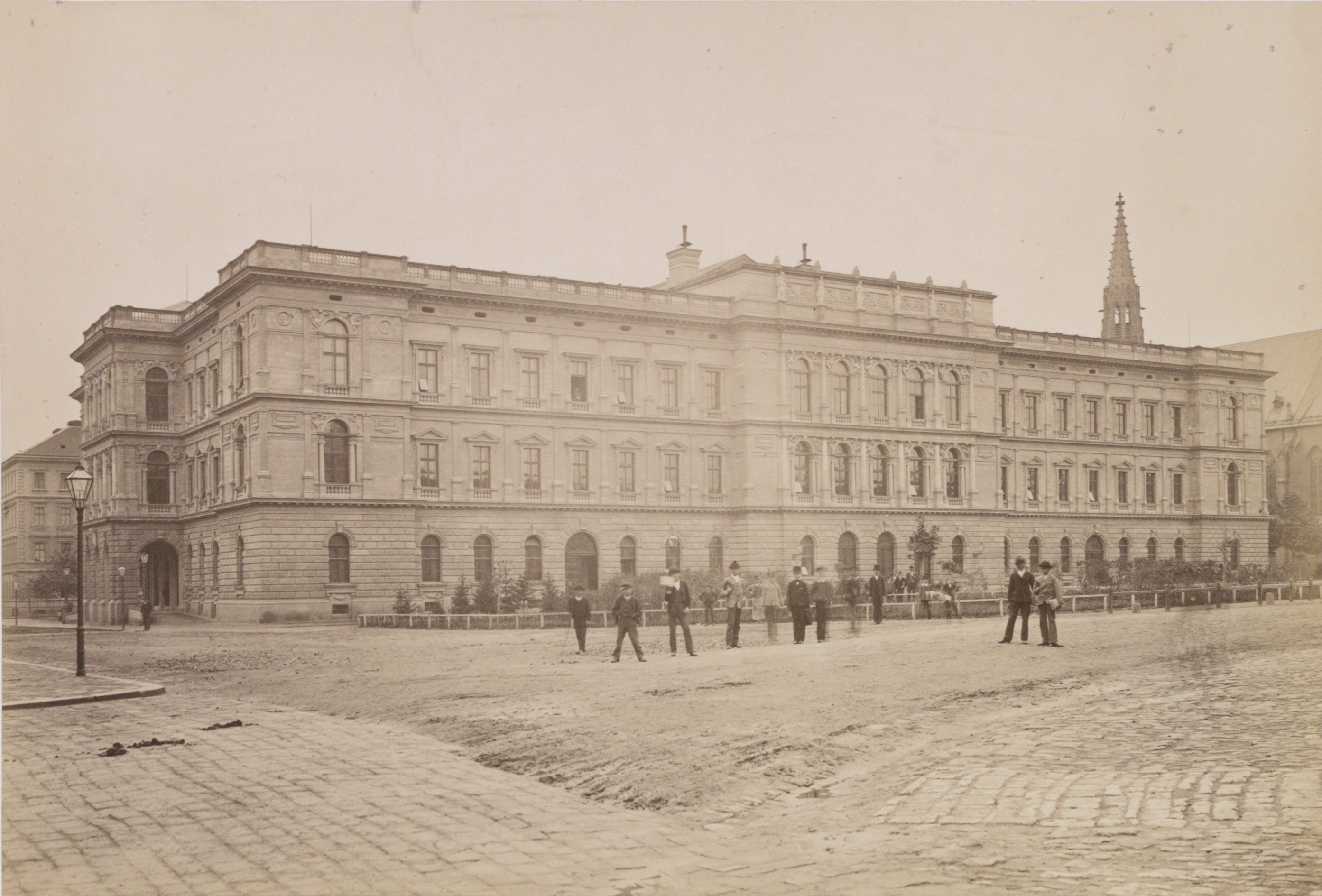
Moravský zemský dům v Brně. Severní průčelí budovy Moravského zemského sněmu